# Дрешвиц
Дрешвиц (њем. Dreschvitz) општина је у њемачкој савезној држави Мекленбург-Западна Померанија. Једно је од 42 општинска средишта округа Риген. Према процјени из 2010. у општини је живјело 810 становника. Посједује регионалну шифру (AGS) 13061009.

## Географски и демографски подаци
Дрешвиц се налази у савезној држави Мекленбург-Западна Померанија у округу Риген. Општина се налази на надморској висини од 10 метара. Површина општине износи 22,5 km². У самом мјесту је, према процјени из 2010. године, живјело 810 становника. Просјечна густина становништва износи 36 становника/km².